# Smittina crystallina
Smittina crystallina är en mossdjursart som först beskrevs av Norman 1867.  Smittina crystallina ingår i släktet Smittina och familjen Smittinidae. Inga underarter finns listade i Catalogue of Life.